# Daniel Olbrychski
Daniel Marcel Olbrychski (Łowicz, 27 de fevereiro de 1945) é um ator polonês.